# Ayelén Stepnik
Ayelén Stepnik (Rosario, 22. studenog 1975.) je argentinska hokejašica na travi. Igra na položaju vezne igračice.
Osvajačica je srebrnog odličja na OI 2000. u Sydneyu i brončanog odličja na OI 2004. u Ateni.

## Vanjske poveznice
- (šp.) Rosario3.com[neaktivna poveznica] Las Leonas rosarinas fueron distinguidas por la Municipalidad